# Salganea biglumis
Salganea biglumis är en kackerlacksart som först beskrevs av Henri Saussure 1895.  Salganea biglumis ingår i släktet Salganea och familjen jättekackerlackor. Inga underarter finns listade i Catalogue of Life.